# جورج إدموند هاينز
جورج إدموند هاينز (بالإنجليزية: George Edmund Haynes)‏ هو عامل اجتماعي أمريكي، ولد في 1881 في باين بلاف في الولايات المتحدة، وتوفي في 8 يناير 1960.